# Gisela Sott
Gisela Sott (* 1911 in Hannover; † 6. Januar 2002 in Frankfurt am Main) war eine deutsche Pianistin und Klavierpädagogin.

## Leben
Sott war Schülerin von Heinrich Lutter und (um 1935) Alfred Hoehn an Dr. Hoch’s Konservatorium in Frankfurt. Sie wurde später Assistentin von Alfred Hoehn am Konservatorium. In den 1930er und 1940er Jahren zählte sie zu den besten Nachwuchs-Pianisten Deutschlands, die Kriegsereignisse vereitelten jedoch eine große Karriere. Ab 1938 wirkte sie als Lehrbeauftragte am Dr. Hoch’s Konservatorium. Diese Tätigkeit setzte sie nach dem Krieg an der neu gegründeten Hochschule für Musik und Darstellende Kunst Frankfurt am Main fort, wo sie, seit 1971 als Professorin, bis 1982 lehrte.
Ihre Konzerttätigkeit musste Gisela Sott wegen eines Herzleidens mit der Zeit stark einschränken, 1959 tauschte sie das Konzertpodium endgültig gegen das Rundfunkstudio ein. Hier entstand eine Reihe von bemerkenswerten Einspielungen, darunter Klavierkonzerte von Britten, Tschaikowski und Skrjabin und Musik von Prokofjew und Strawinski, die von einem gleichermaßen differenzierten wie mitreißend-vitalen Klavierspiel zeugen.
Das pädagogische Erbe Gisela Sotts ist eine Synthese aus der Tradition Franz Liszts, der Spieltechnik Alfred Cortots und dem Anschlagsarten-System Alfred Hoehns, das sie zahlreichen Schülern weitergegeben hat. Nach ihrem Wirken als Hochschullehrerin war die Pianistin in Fachkreisen bekannt für ihre wertvollen Hilfestellungen bei der Meisterung spieltechnischer Probleme.